# Большереченский сельсовет
Большере́ченский сельсове́т — сельское поселение в Кыштовском районе Новосибирской области.
Административный центр поселения — село Большеречье.

## География
Территория поселения общей площадью 181,52 км² расположена на расстоянии 628 километров от города Новосибирска, в 28 километрах от районного центра и в 186 километрах от ближайшей железнодорожной станции Чаны. Протяжённость поселения с севера на юг составляет 18,1 километров и с запада на восток 10 километров. Район занимает не очень выгодное экономико-географическое положение.

## История
Большереченский сельсовет образован в 1922 году.

## Население
| 2002 | 2007 | 2010 | 2012 | 2013 | 2014 | 2015 |
| ---- | ---- | ---- | ---- | ---- | ---- | ---- |
| 626  | ↘556 | ↘459 | ↘440 | ↘424 | ↘415 | ↘404 |
| 2016 | 2017 | 2018 | 2019 | 2020 | 2021 |      |
| ↘393 | ↘390 | ↘382 | ↘353 | ↘345 | ↘337 |      |

На протяжении нескольких последних лет численность населения постоянно снижается.

### Национальный состав
Русские, чуваши.

## Состав сельского поселения
В состав Большереченского сельсовета входят:
| № | Населённый пункт | Тип населённого пункта       | Население |
| - | ---------------- | ---------------------------- | --------- |
| 1 | Большеречье      | село, административный центр | ↘441      |
| 2 | Новониколаевка   | деревня                      | ↘18       |